# AUKUS

Cu verde: statele din alianță

AUKUS (Australia, Regatul Unit, Statele Unite) este o alianță militară trilaterală între Statele Unite ale Americii, Marea Britanie și Australia. A fost anunțată pe 15 septembrie 2021.
Conform pactului, SUA și Regatul Unit sunt de acord să ajute Australia să dezvolte și să lanseze submarine cu propulsie nucleară, care se vor adăuga prezenței militare occidentale în regiunea Pacificului. Deși anunțul comun al premierului australian Scott Morrison, al premierului britanic Boris Johnson și al președintelui SUA Joe Biden nu au menționat nicio altă țară pe nume, surse anonime ale Casei Albe au susținut că este conceput pentru a contracara influența Republicii Populare Chineze (RPC) în regiunea indo-pacifică. Cu toate acestea, Johnson a declarat mai târziu în parlament că această mișcare nu a fost menită să fie împotriva Chinei.
La 17 septembrie 2021, Franța și-a rechemat ambasadorii din Australia și SUA, ministrul francez de externe Jean-Yves Le Drian numind acordul o „lovitură în spate”, deoarece AUKUS a dus la anularea de către Australia a Acordului australiano-francez privind livrarea de submarine în valoare de 56 de miliarde euro.
Acordul acoperă domenii cheie, cum ar fi inteligența artificială, războiul cibernetic, capabilitățile subacvatice și capabilitățile de atac la mare distanță. De asemenea, include o componentă nucleară, posibil limitată la Statele Unite și Regatul Unit, pe infrastructura de apărare nucleară. Acordul se va concentra asupra capacităților militare, fiind separat de alianța Five Eyes de partajare a informațiilor, care include și Noua Zeelandă și Canada.

## Reacții
Uniunea Europeană a considerat „inacceptabil” modul in care Franța a fost tratată și a cerut explicații. Președinta Comisiei Europene, Ursula von der Leyen, a declarat pentru CNN că „unul dintre statele noastre membre a fost tratat într-un mod care nu este acceptabil... Vrem să știm ce s-a întâmplat și de ce.”